# Hans Schardt

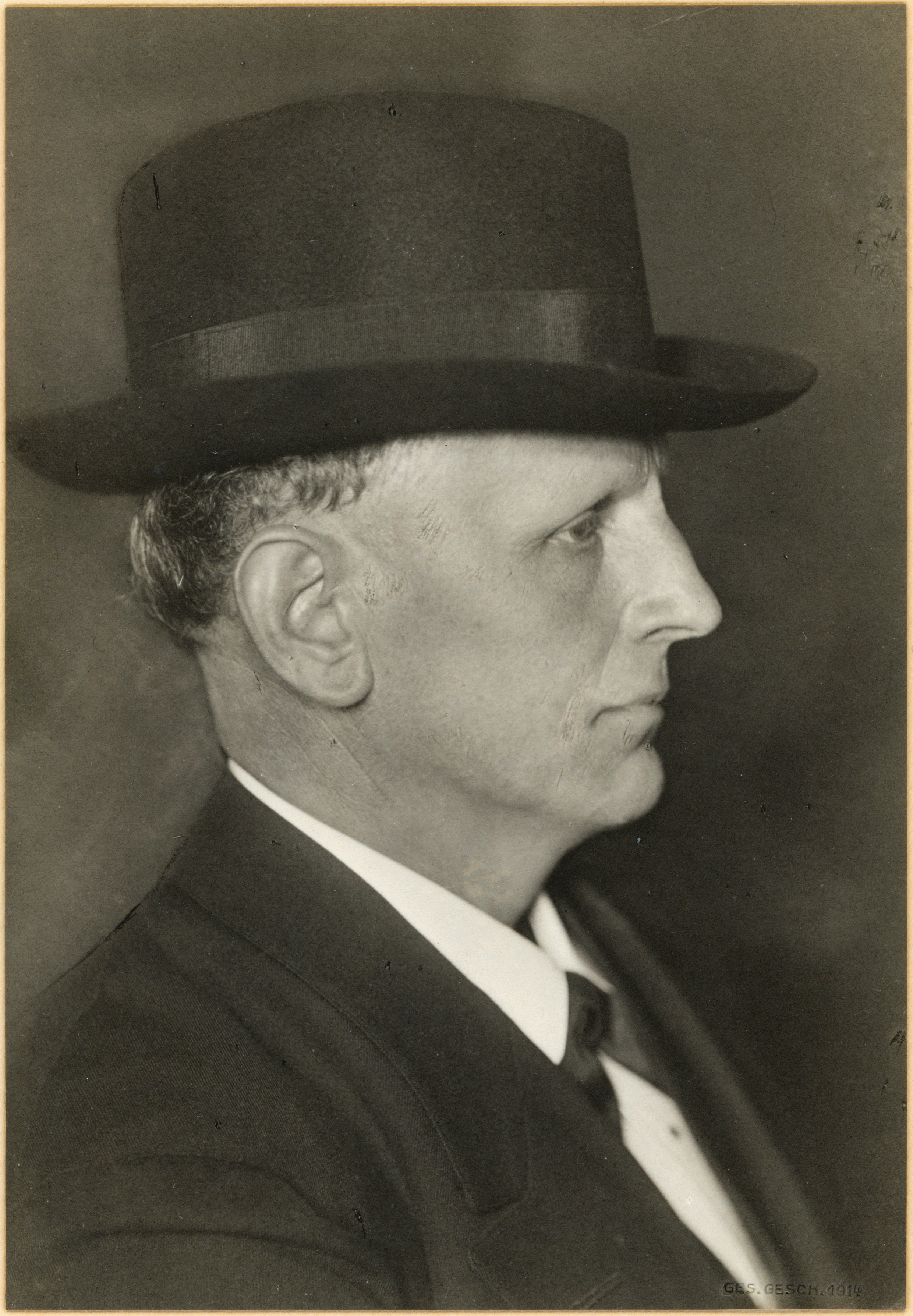
Hans Schardt, 1914

Hans Schardt (* 18. Juni 1858 in Basel; † 3. Februar 1931 in Zürich) war ein Schweizer Geologe. Er war Professor an der Universität Neuenburg und an der ETH und Universität Zürich.
Schardt ging zunächst nach Yverdon in die Apothekerlehre und studierte zunächst Pharmazie und für einen Abschluss als Mittelschullehrer mit dem Abschluss 1883. Danach studierte er an der Universität Genf Geologie mit der Promotion 1884 (Etudes géologiques sur le Pays-d'Enhaut vaudois). Er unterrichtete ab 1883 am Collège in Montreux Naturwissenschaften und Geographie. 1891 habilitierte er sich in Lausanne und studierte auch in Heidelberg. 1897 wurde er ordentlicher Professor an der Akademie Neuenburg (ab 1909 Universität), wo er das Geologische Institut begründete. Ab 1911 war er als Nachfolger von Albert Heim ordentlicher Professor an der ETH und Universität Zürich. 1928 wurde er pensioniert.
In einem Aufsatz von 1893 und in einem von 1898 wies er Überschiebungen in den Voralpen der Westschweiz nach (Jura-Gestein über Flysch aus dem Tertiär), ja er fasste die ganzen Voralpen als durch Überschiebung entstanden auf. Das trug wesentlich zur Durchsetzung der Deckentheorie um 1903 bei, indem er zeigte, dass diese nicht nur in der Glarner Hauptüberschiebung auftrat. Er war auch als angewandter Geologe aktiv (u. a. Simplon-Tunnel, Wäggitalwerk).
Bis kurz vor seinem Tod an einem Schlaganfall war er auch aktiv als Bergsteiger. Er war Mitautor am Geographischen Lexikon der Schweiz.

## Schriften (Auswahl)
- Sur l’origine des Préalpes romandes. In: Eclogae geologicae Helvetiae 4 (1893), S. 129–142 (Digitalisat in E-Periodica).
- Les régions exotiques du versant nord des Alpes suisses (Préalpes du Chablais et du Stockhorn et les klippes), leurs relations avec l'origine des blocs et brèches exotiques et la formation du Flysch. In: Bulletin de la Société Vaudoise des Sciences Naturelles 34 (1898), Nr. 128, S. 114–219 (Digitalisat in E-Periodica).